# Бухман, Эдуард Израилович
Эдуард Израилович Бухман (4 июня 1941 — 24 ноября 2020) — советский и российский шахматист, международный мастер (1990), шахматный тренер.

## Биография
Выпускник ЛИТМО.
Занимался шахматами с 7 лет у заслуженного тренера СССР Владимира Зака. В 1958—1960 годах выступал на юношеских чемпионатах России в составе команды Ленинграда. Участник двух финалов первенства СССР. Мастер спорта СССР (1965).
В 1966 году в составе студенческой команды СССР стал чемпионом мира. 
С 1969 года работал тренером по шахматам. В 1971—1982 годах — старший тренер Леноблоно. В 1982—2001 годах — старший тренер Ленинградского военного округа. Сборная команда ЛенВО — многократный чемпион и призёр первенств Вооруженных Сил СССР. В составе команды были такие известные шахматисты, как И. Левитина, Т. Рубцова, В. Епишин, А. Халифман, А. Ермолинский, М. Цейтлин, В. Карасёв и другие.
Наиболее яркие его ученики — Т. Рубцова, ставшая в 10-м классе мастером спорта и в дальнейшем гроссмейстером; гроссмейстер И. Левитина — одна из сильнейших шахматисток мира; Р. Бурштейн (Литва), выполнивший норму международного мастера; Е. Алексеев — один из самых молодых гроссмейстеров мира, с которым он занимался с 1998 по 2000 гг.
Награждён знаком «Отличник физической культуры и спорта».

## Спортивные достижения
| Год       | Город   | Турнир                                     | + | − | =  | Результат | Место |
| --------- | ------- | ------------------------------------------ | - | - | -- | --------- | ----- |
| 1965      | Таллин  | 33-й чемпионат СССР                        | 5 | 8 | 6  | 8 из 19   | 14—17 |
| 1966      | Эребру  | 13-й командный студенческий чемпионат мира | 2 | 1 | 4  | 4 из 7    |       |
| 1967      | Харьков | 35-й чемпионат СССР                        | 6 | 3 | 4  | 8 из 13   | 19    |
| 1970/1971 | Минск   | 1-й мемориал Алексея Сокольского           | 3 | 2 | 9  | 7½ из 14  | 5—6   |
| 1975/1976 | Минск   | 6-й мемориал Алексея Сокольского           | 2 | 2 | 9  | 6½ из 13  | 7—9   |
| 1976/1977 | Минск   | 7-й мемориал Алексея Сокольского           | 4 | 1 | 10 | 9 из 15   | 3—6   |

## Изменения рейтинга
| Графики недоступны из-за технических проблем. См. информацию на Фабрикаторе и на mediawiki.org. |